# Алексей Шаховски
Алексей Иванович Шаховски (на руски: Алексей Иванович Шаховской) е руски княз, офицер, генерал-лейтенант. Участник в Руско-турската война (1877 – 1878).

## Биография
Алексей Шаховски е роден през 1821 г. в Русия в семейството на потомствения дворянин княз Иван Шаховски, герой от Френско-руската война (1812).
Посвещава се на военното поприще. Зпочва служба в лейбгвардейската конна артилерия (1837). Завършва Николаевската военна академия на Генералния щаб на Руската армия.
Участва в Кавказката война. Командир на Ингерманландския сапьорен полк и флигел-адютант на император Николай I (1854). Служи като командир на 9-и Староингерманландским пехотен полк (1855-1857) и елитния 1-ви лейбгвардейски стрелкови батальон (1857-1861). Повишен е във военно звание генерал-майор от 1860 г. и генерал-лейтенант от 1866 г.
Участва в Руско-турската война (1877 – 1878).
Назначен е за командир на 11-и армейски корпус. На 13 юли 1877 г. съсредоточава частите на корпуса за втората атака на Плевен в състава на Западния руски отряд с командир генерал-лейтенант Николай Криденер. Командва левия фланг на руската групировка: 12 батальона и 48 оръдия, усилени с части на 4-ти армейски корпус от стрелкова бригада, 8 ескадрона и 20 оръдия). Нанася спомагателния удар по южната страна на турската отбрана на Осман паша. Завзема височината при село Радишево и обстрелва с артилерия тила на Гривишките редути. Атакува Сулуклийския дол и временно овладява 4 турски редута. Изтегля се поради общото прекратяване на атаката.
От началото на август корпусът е включен в състава на Южния руски отряд с командир генерал-лейтенат Фьодор Радецки. От състава му са сформирани 3 отряда: Еленски, Хаинкьойски и Османпазарски. Еленският отряд от 5000 офицери и войници и 28 оръдия отбранява Твърдишкия проход; Хайнкьойският отряд от 3500 офицери и войници и 16 оръдия охранява Хайнбоазкия проход; Османпазарският отряд от 10 000 офицери и войници и 32 оръдия осигурява пътя Осман Пазар – Търново. През цялата есенно-зимна кампания и борбата за надмощие корпусът изпълнява максимално поставените заповеди. До края на войната осигурява тила на настъплението в Тракия и четириъгълника Русе – Силистра – Варна – Шумен.
След войната е повишен в по-горно военно звание генерал от пехотата от 1885 г. Излиза в оставка през 1886 г.